# Gisèle Préville
Gisèle Préville, nome d'arte di Gisèle Piallat, cognome cambiato poi in Mairet (Parigi, 11 dicembre 1918 – Villiers-le-Bel, 26 novembre 2006), è stata una modella e attrice francese, vincitrice del titolo di Miss Parigi 1934 e Miss Francia 1935.
È stata la dodicesima vincitrice del concorso, eletta Miss Francia a Parigi in sostituzione di Elisabeth Pitz.
In seguito la Preville ha intrapreso la carriera di attrice, recitando in numerose pellicole fra gli anni trenta e gli anni ottanta.

## Filmografia parziale
- Carico bianco (Cargaison blanche), regia di Robert Siodmak (1937)
- Le tre mogli di papà (La Chaleur du Sein), regia di Jean Boyer (1938)
- Il forzato di Rochefort (Vautrin), regia di Pierre Billon (1943)
- Le avventure di Casanova (Les Aventures de Casanova), regia di Jean Boyer (1947)
- Maschera di sangue (Miroir), regia di Raymond Lamy (1947)
- Ritorna la vita (Retour à la vie), regia di André Cayatte, Henri-Georges Clouzot, Georges Lampin, Jean Dréville (1949)
- Via col valzer (The Dancing Years), regia di Harold French (1950)
- Le Dindon, regia di Claude Barma (1951)
- L'affare di una notte (L'affaire d'une nuit), regia di Jean Delannoy (1960)
- Il presidente (Le Président), regia di Henri Verneuil (1961)
- Il coltello nella piaga (Le couteau dans la plaie), regia di Anatole Litvak (1962)
- Il testimone (Le Témoin), regia di Jean-Pierre Mocky (1978)
- Nel profondo del delirio (Docteur Jekyll et les femmes), regia di Walerian Borowczyk (1981)